# Montemediano de Cameros
Montemediano de Cameros es una pedanía perteneciente al pueblo de Nieva de Cameros, de la comunidad autónoma de La Rioja, enclavada en la comarca denominada como Camero Nuevo, al sur de dicha comunidad. Se encuentra situada a mitad de camino entre Nieva y El Rasillo de Cameros, frente al pantano de Ortigosa y a 43 km de la capital, Logroño. Según el INE, Montemediano tiene 27 habitantes (2009).

## Demografía
Montemediano de Cameros contaba a 1 de enero de 2015 con una población de 18 habitantes, 11 hombres y 7 mujeres.
| Gráfica de evolución demográfica de Montemediano de Cameros entre 2003 y 2015                    |
|                                                                                                  |
| Población de derecho (2003-2015) según los censos de población del INE a 1 de enero de cada año. |

## Monumentos de interés
- Iglesia de la Visitación

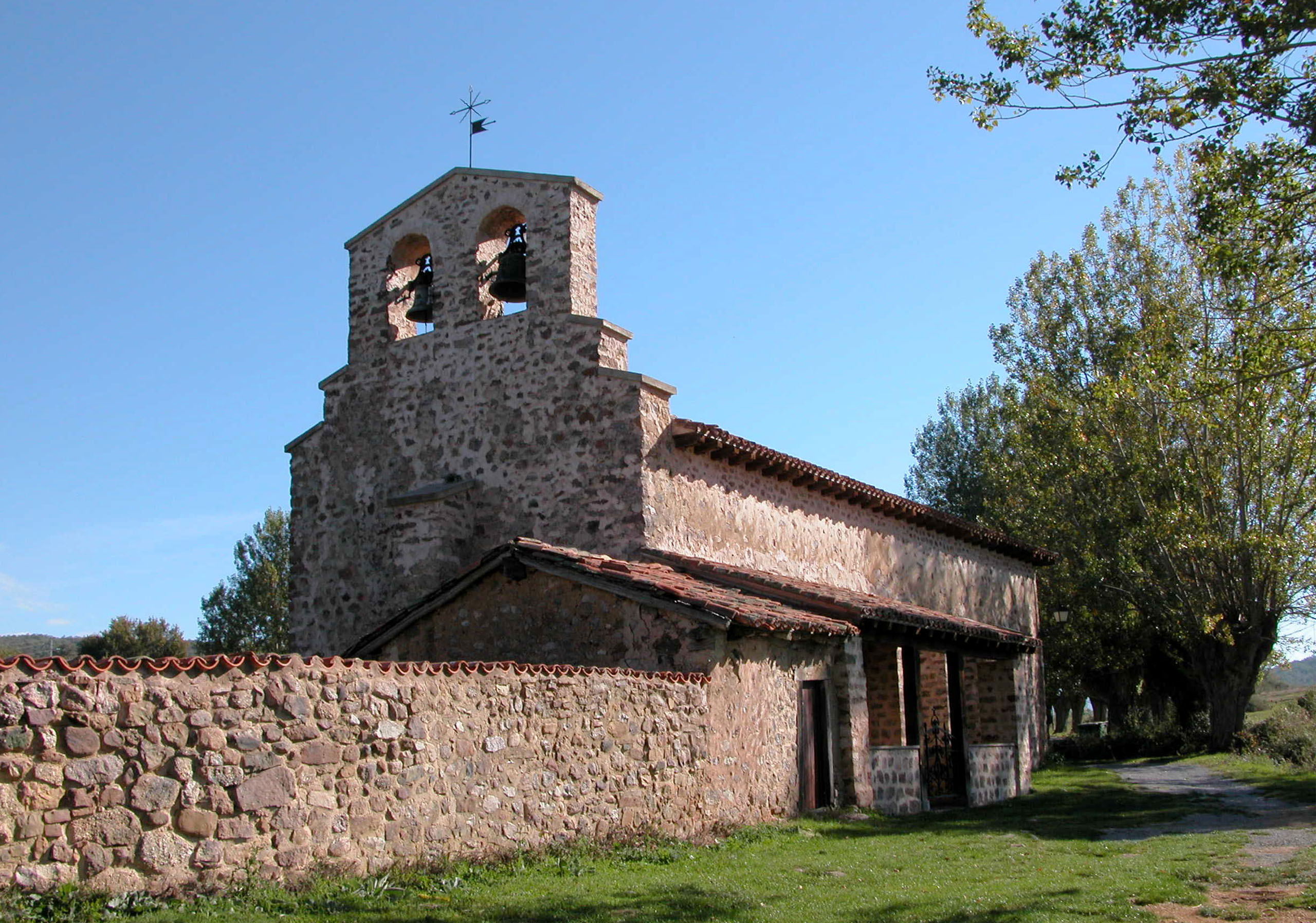
Iglesia de la Visitación.

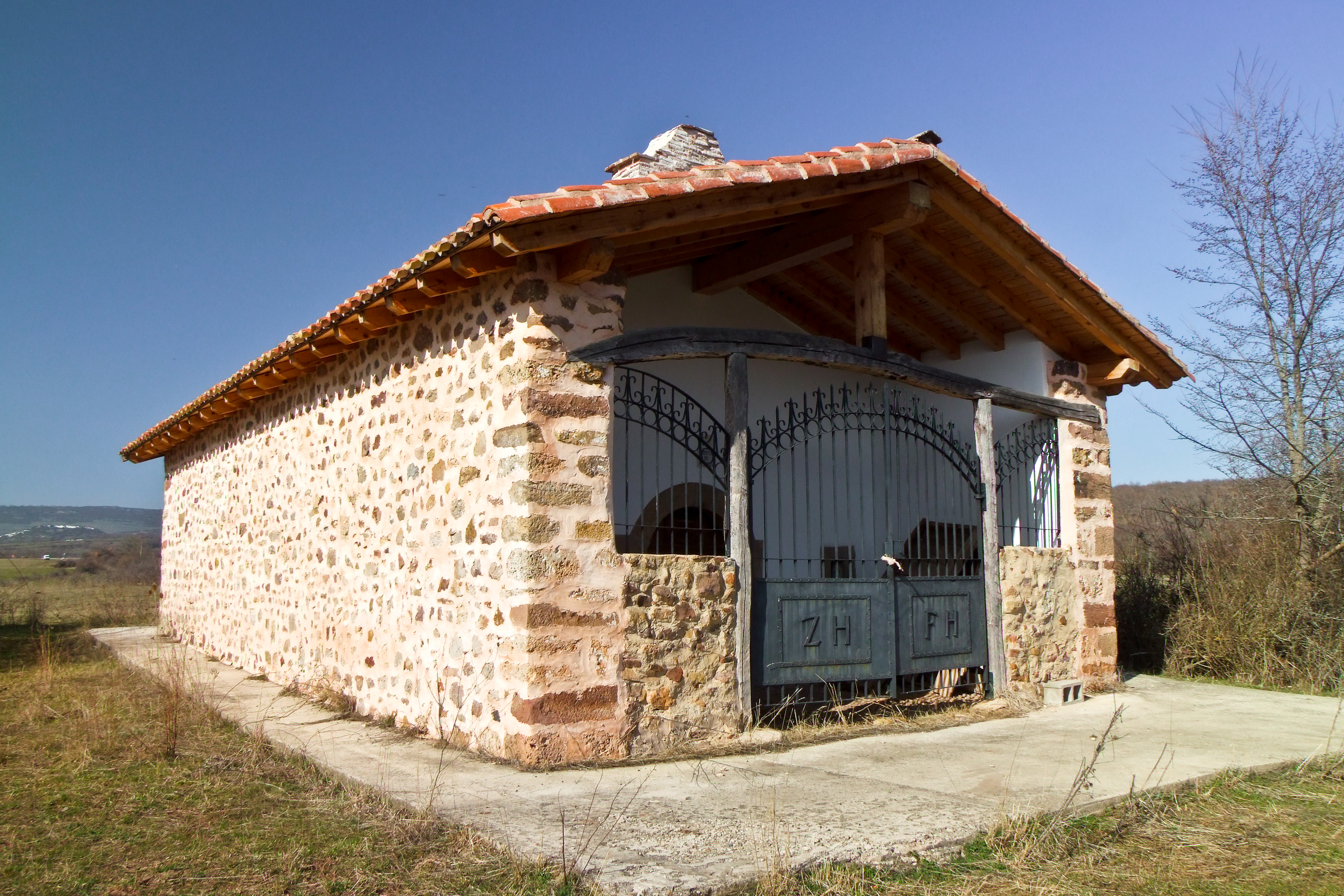
Ermita de Santa María.

Consta de nave de 6 tramos y cabecera. Fue construida en el siglo XVI. 
- Ermita de Santa María
- Ermita de San Julián
- Roble gordo

## Fiestas
- Santa Isabel. Se celebra el segundo domingo de julio, con una misa en la restaurada Iglesia de la Visitación, y a continuación con una procesión hasta la Ermita de Santa María, hoy en día en ruinas. No faltan las verbenas el viernes y el sábado anteriores.
- San Julián, que se celebra el primer domingo de septiembre, con las correspondientes misa y procesión posterior, acompañadas al final de una caldereta en la plaza del pueblo.

## Economía
La economía de Montemediano se basa en la ganadería, complementada con el cultivo de pequeñas huertas. 

## Ocio
La zona de Montemediano es ideal para la búsqueda de setas, encontrándose una gran variedad de ellas, como el boletus anaranjado, el níscalo o el rebozuelo.
Un plácido camino nos lleva hasta un impresionante quejigo popularmente llamado “roblegordo”, que con sus casi 10 m de perímetro en la base de su tronco, causa la admiración de todos los que se acercan a verlo
Además, a escasos 3 kilómetros, se encuentra el Club Náutico de El Rasillo, en el pantano, en donde poder disfrutar de diferentes actividades náuticas.

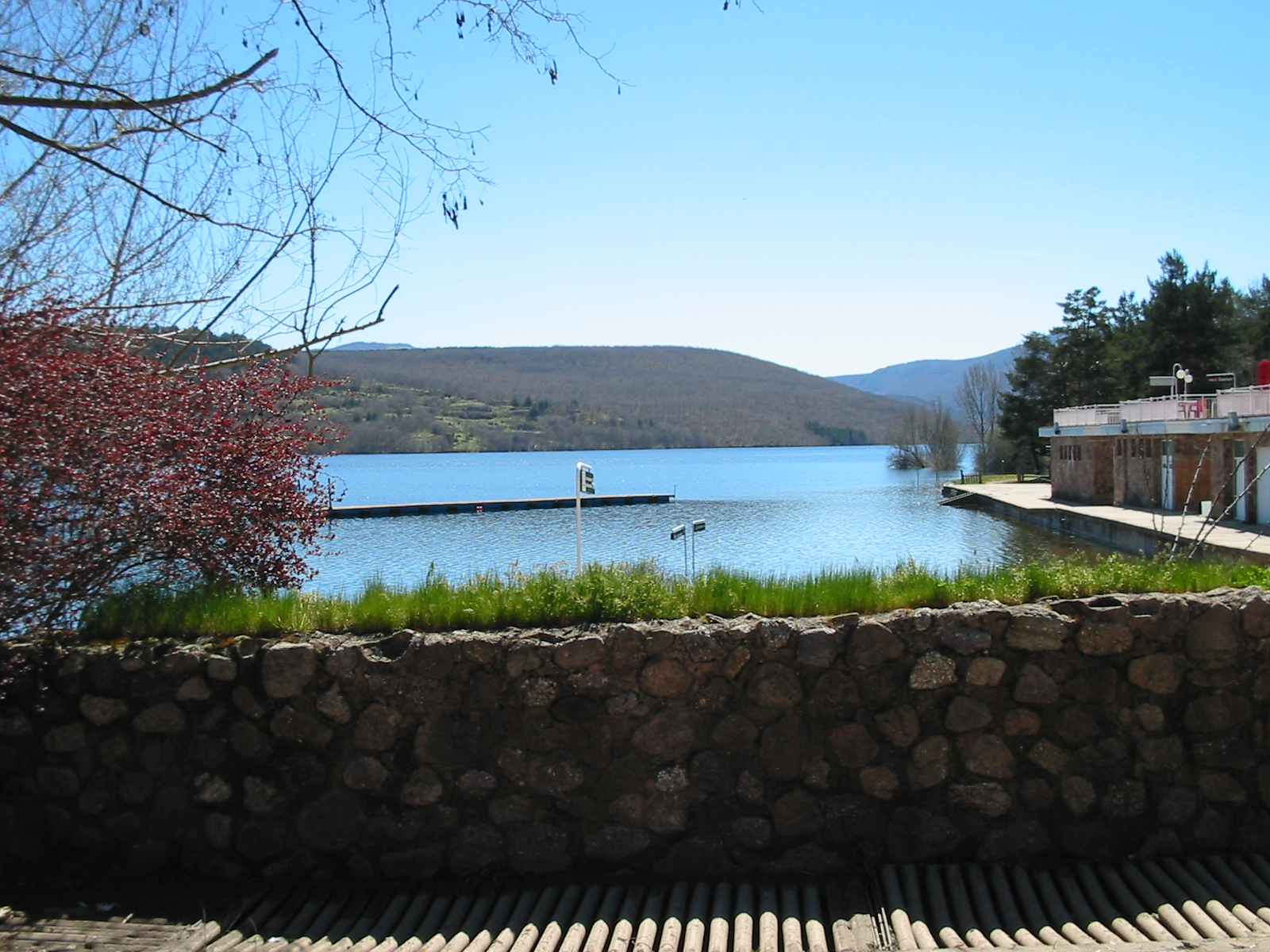
Pantano González Lacasa.